# Dioscoridillo pubescens
Dioscoridillo pubescens es una especie de crustáceo isópodo terrestre de la familia Eubelidae.

## Distribución geográfica
Es endémica de Socotra.